# Cahul (condado)
Condado de Cahul foi um condado da Bessarábia. Na Idade Média, seu território pertencia ao Condado de Fălciu, mas após a anexação da Bessarábia ao Império Russo em 1812 tornou-se um condado por si só. 
Cahul é um condado da Moldávia. Sua capital é a cidade de Cahul.

## História
Dois menores, Condado de Codru e Condado de Greceni foram fundidos em 1818. O Condado de Cahul foi  parte do Guberniya of Bessarabia do Império Russo (1812–1856), do Principado da Moldávia (1856–1859), ou então Romênia (1859–1878). Em 1878, foi novamente anexada pelos russos, que fundiu com o Condado de Ismail. Após a União da Bessarábia com a Romênia em 1918, o condado foi novamente formado. Subseqüente a Ocupação Soviética da Bessarábia e Bukovina do Norte em 1940, coundados foram abolidos, e menores  subdivisões raion foram introduzidas. após a independência, a República da Moldávia reintroduziu condados em 1998, mas cancelou-os em 2003. Pouco antes disso, uma pequena parte, que ficou conhecida como Condado de Taraclia foi dividido a partir do Condado de Cahul.